# Tetê Bezerra
Aparecida Maria Borges Bezerra, mais conhecida como Tetê Bezerra, (Pirajuí, 20 de julho de 1957), enfermeira, pecuarista e política brasileira com atuação em Mato Grosso[1][2] pelo PMDB, foi a primeira deputada federal eleita pelo estado de Mato Grosso para o mandato de 1995-1999 e, posteriormente reeleita por mais dois mandatos: 1999-2003, 2003-2007.

## Dados biográficos
Filha de Lívio Borges Monteiro e Aparecida Leal Monteiro, Aparecida Maria Borges Bezerra (Tete Bezerra) nasceu em Pirajuí-SP em 20 de julho de 1957. Fez o ensino fundamental em escola pública e cursou o segundo grau em um colégio particular em Lins-SP, um colégio interno feminino considerado de elite. Por incentivo da mãe, funcionária pública da área da saúde, Tetê Bezerra foi inserida ao universo das letras antes mesmo de começar a frequentar a escola, isso se deu com auxílio da prima que a alfabetizou em casa. Inspirada em sua mãe, optou por fazer um curso técnico em Enfermagem. Após concluir o curso de Enfermagem pelo Instituto Americano de Lins em 1974, migrou para Campo Grande no mesmo ano.
Casou-se em 1976 e tem uma filha, Karina, com o político Carlos Bezerra, grande nome da política mato-grossense, o qual atuou como deputado estadual, deputado federal, prefeito de Rondonópolis, governador do Estado de Mato Grosso e senador da República por Mato Grosso. Além de pecuarista, ela possui um curso técnico em enfermagem pelo Instituto Americano de Lins-SP. Tetê Bezerra iniciou o curso de Pedagogia, mas não chegou a concluir. 
Seu ingresso na vida política aconteceu após seu casamento com Carlos Bezerra, à época, deputado do  MDB. A partir de então, ela passou a militar no MDB e depois no PMDB. Em 1982, Carlos Bezerra foi eleito à prefeitura de Rondonópolis e, além de assumir a posição de primeira-dama, Tetê Bezerra tornou-se coordenadora municipal do Programa Nacional de Voluntariado. Em 1986, tornou-se primeira-dama de Mato Grosso após a eleição de Carlos Bezerra como governador e passou a presidir a Fundação de Promoção Social de Cuiabá durante o governo do marido. Além disso, atuou como membro do diretório municipal do PMDB em Rondonópolis, integrou o diretório estadual e o diretório nacional da legenda.
Foi eleita deputada federal em 1994 e 1998, ficou na suplência em 2002, sendo efetivada em 20 de janeiro de 2004 após a cassação de Rogério Silva. Substituída pelo marido na Câmara dos Deputados, foi eleita deputada estadual em 2010 assumindo depois o cargo de secretária do Turismo no segundo governo Silval Barbosa. Candidata derrotada a vice-governadora na chapa de Lúdio Cabral em 2014, foi nomeada secretária nacional de Qualificação e Promoção do Turismo do Ministério do Turismo com a posse de Michel Temer na presidência da República em 2016.